# Anthodioctes manauara
Anthodioctes manauara är en biart som beskrevs av Urban 1999. Anthodioctes manauara ingår i släktet Anthodioctes och familjen buksamlarbin. Inga underarter finns listade i Catalogue of Life.